# بيلكت ليتامة
بيلكت ليتامة هي بلدة ريفية موريتانية تقع في مقاطعة مقامة في منطقة كوركول الواقعة في جنوب موريتانيا.

## الموقع
تقع بلدة بيلكت ليتامة في مقاطعة مقامة الواقعة في جنوب منطقة كوركول في موريتانيا، وتبلغ مساحتها 808 كيلومتر مربع، ويحدها من جهة الشمال الغربي بلدية تفوند سيفي، ويحدها من جهة الشرق بلدية فم لكليتة وبلدية أدباي أهل كلاي، بينما يحدها من جهة الجنوب بلدية داوو وبلدية دولول سيفي وبلدية فرع ليتامة وبلدية مقامة.

## السكان
شهدت بلدة بيلكت ليتامة نموًّا سكانيًّا ملحوظًا خلال القرن الحادي والعشرين، حيث ارتفع عدد سكان البلدة من 2366 نسمة في عام 2000، إلى 4152 نسمة في عام 2013 بمُعدل نمو سنوي بلغ 4.6٪ على مدى 13 عامًا.

## التاريخ
تأسست بلدة بيلكت ليتامة المرسوم الصادر في 20 أكتوبر عام 1987 بشأن تأسيس البلديات :

## الاقتصاد
تُشكل الزراعة النشاط الاقتصادي الرئيسي لسكان بلدة بيلكت ليتامة مثلهم في ذلك مثل سكان جميع البلدات الموريتانية الموجودة في المنطقة تقريبًا. ومع ذلك فلا يزال اقتصاد البلدة متواضعًا وهش بسبب ما يواجهه من عقبات تُعرقل محاولات تنميته، ولا سيما الظروف المناخية أو قلة الإمكانيات المتوفرة للمزارعين. وفي سبيل للتغلب على هذه المعوقات، قامت الحكومة الموريتانية بالتعاون مع المنظمات غير الحكومية المختلفة لتمويل عدد من المشاريع التي تُساعد على تحسين الظروف المعيشية لسكان البلدة.

## الخدمات

### التعليم
تحتوي بلدة بيلكت ليتامة على كلية، خضعت لمشروع تطوير في عام 2018،إلا إنها ظلت مغلقة لبعض الوقت في أعقاب جائحة كورونا. كانت التكلفة الإجمالية لأعمال تطوير الكلية قد قُدرت بحوالي 78761 يورو دفعتها حكومة اليابان لتوفير ظروف دراسة أفضل لحوالي 400 طالب مسجل في هذه الكلية لكي يكونوا قادرين على استئناف مسيراتهم الدراسية في بيئة أفضل.